# Người Digan

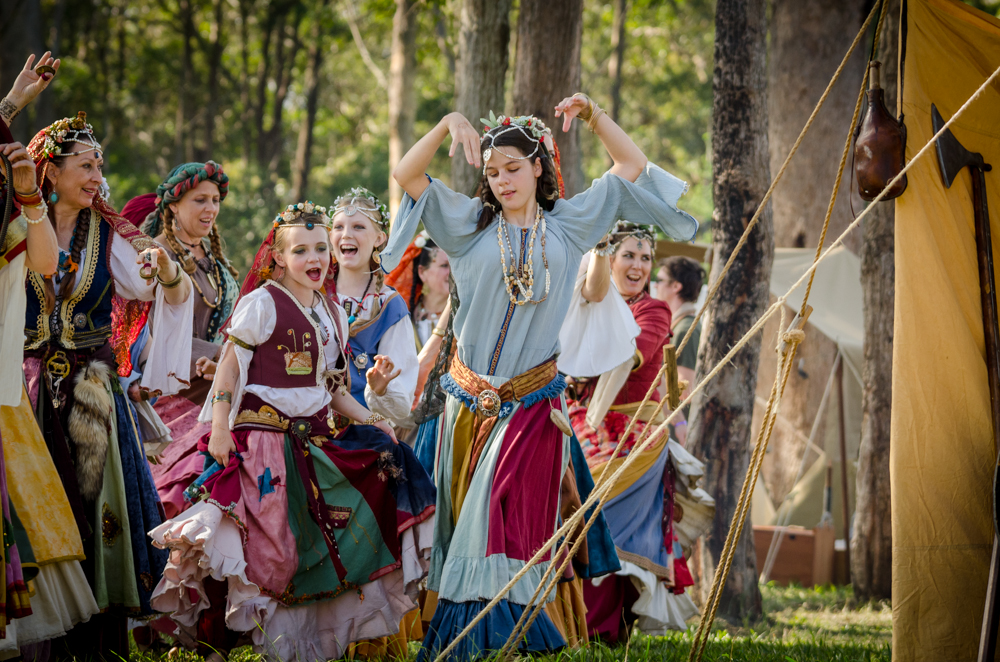
Một vũ hội của người Digan

Người Digan hoặc người Rom là một dân tộc thuộc nhóm sắc tộc Ấn-Arya, sống thành nhiều cộng đồng ở tại các quốc gia trên khắp thế giới. Người Digan có dân số khoảng 15 đến 20 triệu người. Tên dân tộc còn gọi là Rrom hay Rroma, và theo tiếng Anh là Romani. Người Digan nói tiếng Digan, còn gọi là tiếng Romani, một ngôn ngữ thuộc ngữ chi Ấn-Arya trong ngữ hệ Ấn-Âu. Tiếng Digan có nhiều biến thể khác nhau do các cộng đồng Digan tản mác khắp thế giới Âu-Mỹ. Trong văn học hiện đại và dân gian, người Digan (còn biết đến với cái tên là Gypsi hay Gipsi) vẫn được cho là các cộng đồng du cư tại các thành phố thị trấn. Tuy nhiên, ngày nay đa số họ đang sống định cư. Các cộng đồng người Digan sinh sống nhiều không những tại các vùng đất lịch sử của họ tại Nam Âu và Đông Âu, mà còn tại châu Mỹ và Trung Đông.
Các bằng chứng di truyền học và ngôn ngữ học xác định người Digan có nguồn gốc ban đầu từ một nhóm người nói tiếng Hindi ở Rajasthan, Haryana, và Punjab phía bắc Ấn Độ. Nhiều từ ngữ và quy tắc ngữ pháp trong ngôn ngữ của người Digan có những đặc điểm gần như giống y hệt tiếng Hindi. Các dữ liệu gene được phân tích từ 13 cộng đồng người Digan ở khắp châu Âu cho thấy những người Digan rời miền bắc Ấn Độ khoảng 1.500 năm trước. Những người Digan hiện sống ở châu Âu đã di cư qua vùng Balkan bắt đầu từ khoảng 900 năm trước. Trong cuộc sống, người Digan là dân du cư, họ cứ di cư từ nước này sang nước khác, nên họ không xây dựng chỗ ở cố định để kiếm công ăn việc làm. Họ di chuyển trên những đoàn xe lưu động đặc trưng như những ngôi nhà của họ (gọi là Vardo) và kiếm kế sinh nhai bằng những trò biểu diễn, làm xiếc hoặc hoặc bán những mặt hàng tạp hoá, người Digan có biệt tài là nhảy múa rất giỏi, một số người làm nghề bói toán, họ chiêm tinh những quả cầu thủy tinh.

## Từ nguyên
Hầu hết người Di-gan tự gọi mình là rom hoặc rrom, tùy theo phương ngữ. Từ này có nghĩa "chồng", còn romni/rromni có nghĩa "vợ". Trong ngôn ngữ của người Di-gan, từ Rom (số nhiều Roma) là một danh từ, Romani là tính từ. Trong tiếng Việt, tên gọi Di-gan là phiên âm từ tiếng Pháp Tsiganes (hoặc Tziganes hoặc Tchiganes). Tại hầu khắp lục địa châu Âu, người Di-gan được gọi bằng nhiều tên, đa số tương tự với từ Cigány (phiên âm IPA /ˈʦiɡaːɲ/) trong tiếng Hungary.
Các tài liệu Byzantine thời đầu cho rằng nhiều cái tên dùng để chỉ người Di-gan như tzigane, zincali, cigány,..., có nguồn gốc từ ατσίγγανοι (atsinganoi, Latin adsincani) trong tiếng Hy Lạp, dùng để chủ người Di-gan vào thời Byzantine, hay từ αθίγγανοι (athinganoi) trong tiếng Hy Lạp với nghĩa đen là những người không được chạm đến, chỉ đến một giáo pháo dị giáo thế kỉ 9 bị buộc tội sử dụng phép thuật và bói toán Trong tiếng Hy Lạp hiện đại, bên cạnh từ Rom (Ρομ), các từ gyphtoi (γύφτοι) và tsigganoi (τσιγγάνοι) đều được sử dụng song song để chỉ người Di-gan.
Trong tiếng Anh, tên gọi chính thức của dân tộc này là Romani people. Các từ tiếng Anh Gypsy (hay Gipsy) bắt nguồn từ tiếng Hy Lạp Αἰγύπτιοι (Aigyptioi) (tiếng Hy Lạp hiện đại là γύφτοι, gyphtoi), do niềm tin sai lầm rằng người Di-gan bắt nguồn từ Ai Cập (Aigyptioi). Theo một câu chuyện kể, họ đã bị trục xuất khỏi Ai Cập vì đã giúp che giấu Jesus thời bé. Tên gọi này nên được viết hoa nhấn mạnh đây là một sắc dân. Theo miêu tả trong tiểu thuyết Nhà thờ Đức Bà Paris của Victor Hugo, tiếng Pháp thời Trung Cổ gọi người Di-gan là "người Ai Cập". Tên gọi này không được người Di-gan sử dụng và được coi là có ý xấu (cũng như "gyp" với nghĩa "lừa đảo" chỉ đến sự nghi ngờ đối với người Di-gan). Tuy nhiên, việc sử dụng từ "Gypsy" trong tiếng Anh hiện nay đã rộng rãi đến mức nhiều tổ chức người Di-gan dùng từ này trong tên của mình.
Tại Bắc Mỹ, từ "Gypsy" thường được dùng để chỉ phong cách sống hay phong cách thời trang chứ không dùng để chỉ người Di-gan. Các từ gitano trong tiếng Tây Ban Nha và gitan trong tiếng Pháp có thể cũng có nguồn gốc này. Do nhiều người Di-gan sống ở Pháp đã đến đây từ Bohemia, nên họ còn được gọi là người Bohémien (Bohémiens). Từ này sau đã được biến đổi để miêu tả lối sống nghệ sĩ nghèo - trường phái Bohémien (Bohemianism). Không có mối liên quan nào giữa tên Rom của người Di-gan với thành phố Roma/La Mã hay với România, người România và tiếng România.

## Nguồn gốc

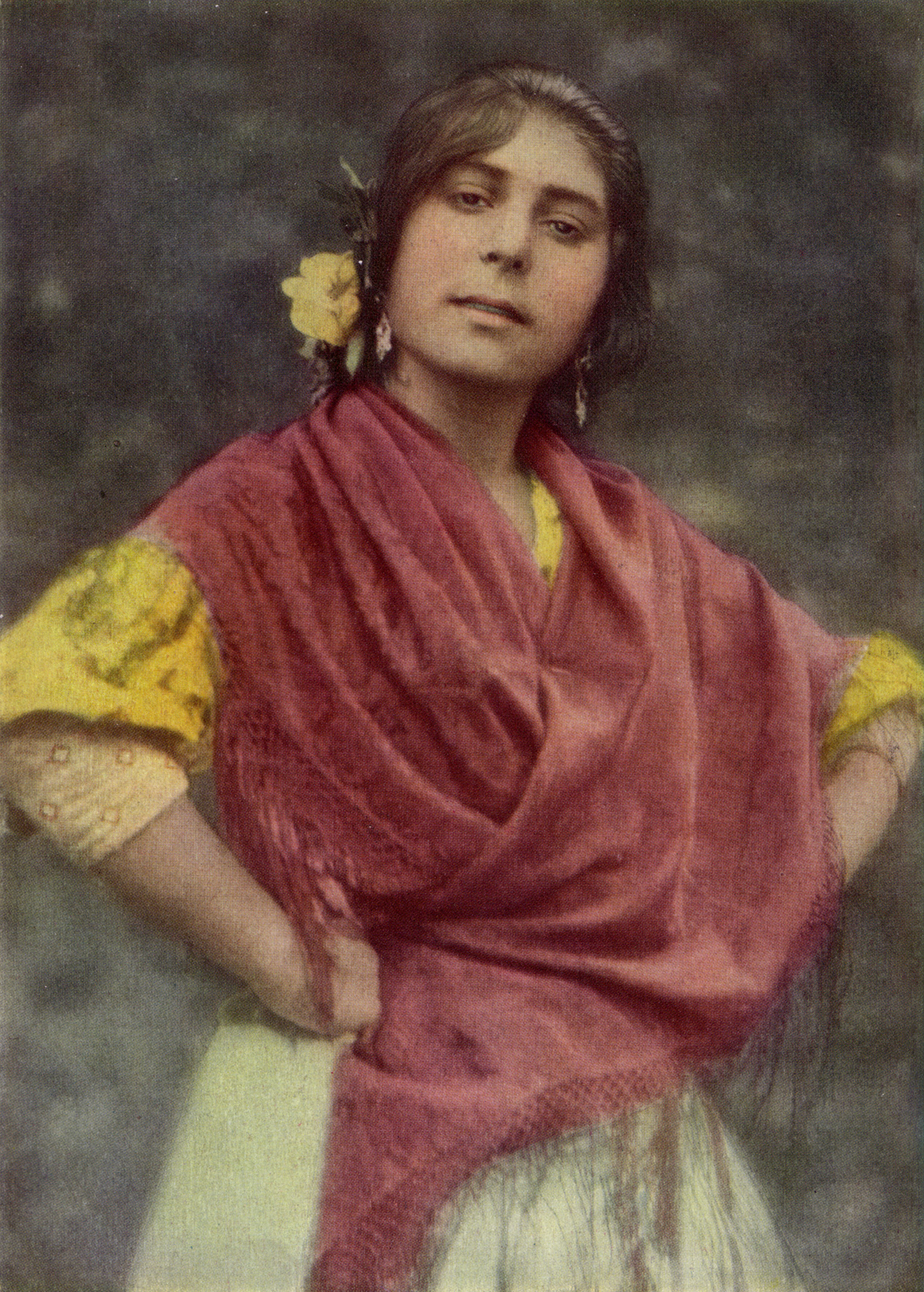
Cô gái Di-gan ở Tây Ban Nha

## Phân nhóm

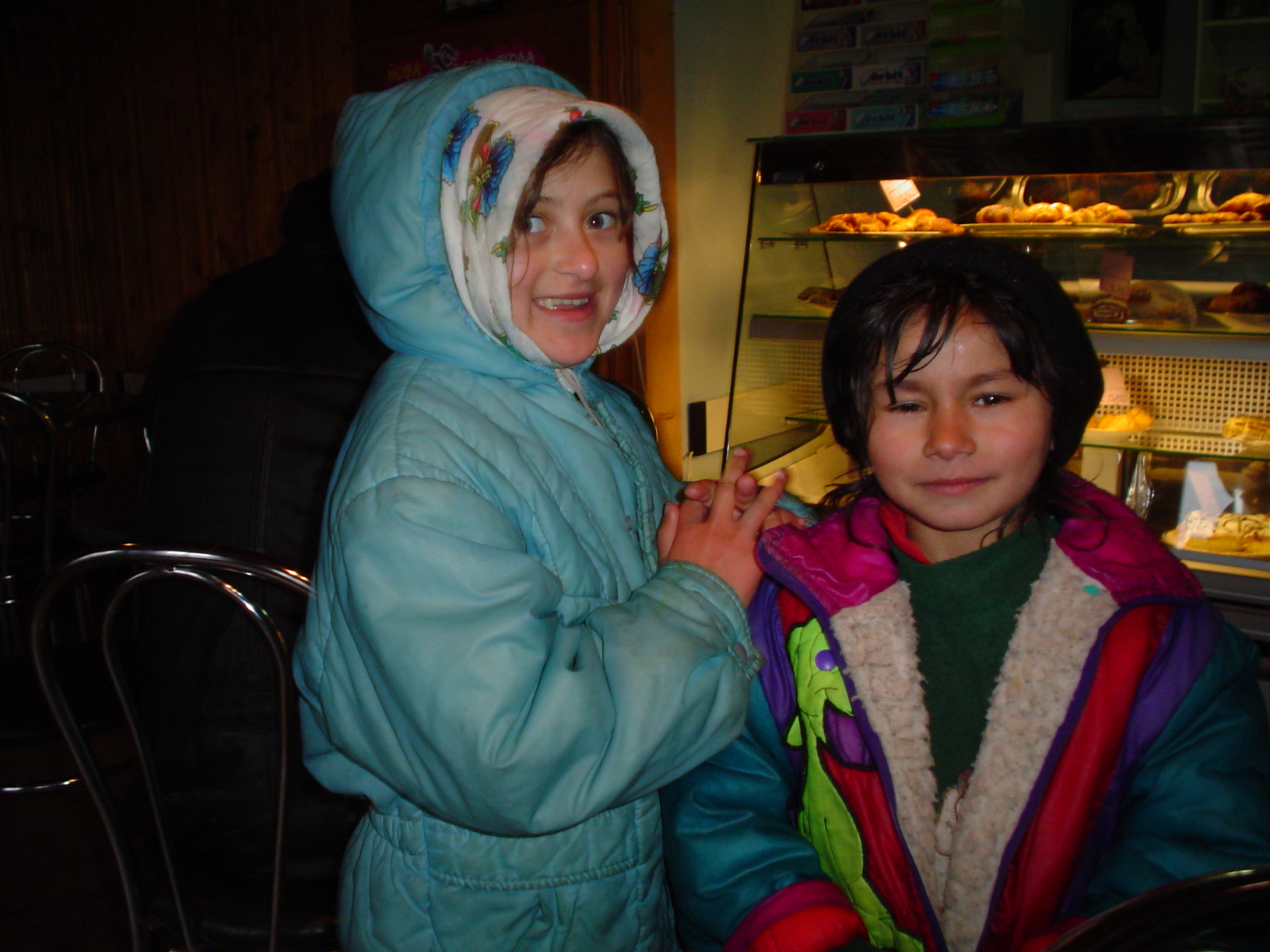
Trẻ em Digan ở Dubove (Ukraina, 2004)

### Đặt chân đến châu Âu

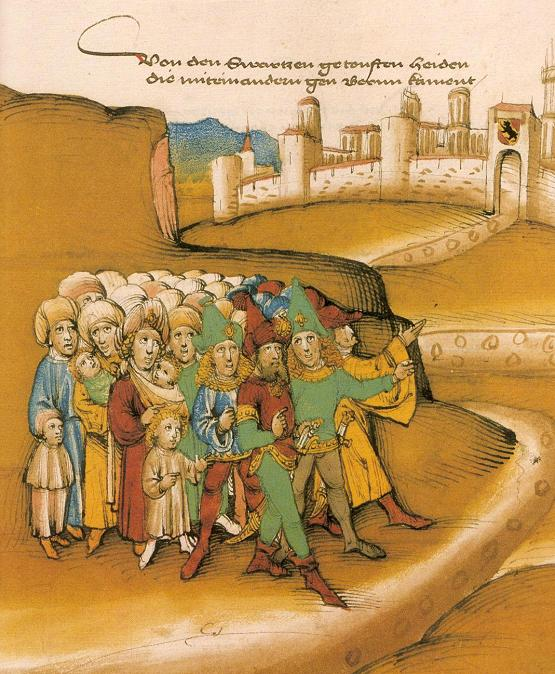
Những người Digan đầu tiên ở ngoài Bern vào thế kỷ 15, được các nhà biên niên sử mô tả là getoufte heiden ("người ngoại đạo được rửa tội"). Họ được vẽ với làn da tối màu, mặc trang phục phong cách Saracen với vũ khí.

### Lịch sử thời cận đại

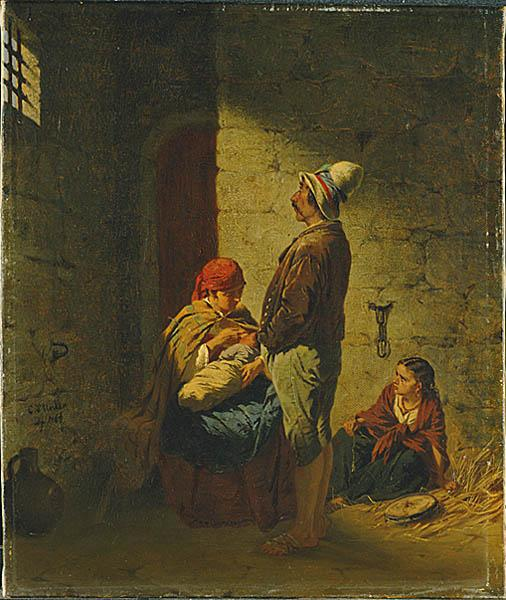
Gia đình Gypsy trong Tù, vẽ bởi Carl d´Unker năm 1864. Một gia đình thực sự bị giam cầm ở Đức làm mẫu tranh. Lý do họ bị giam cầm tới giờ vẫn chưa biết.

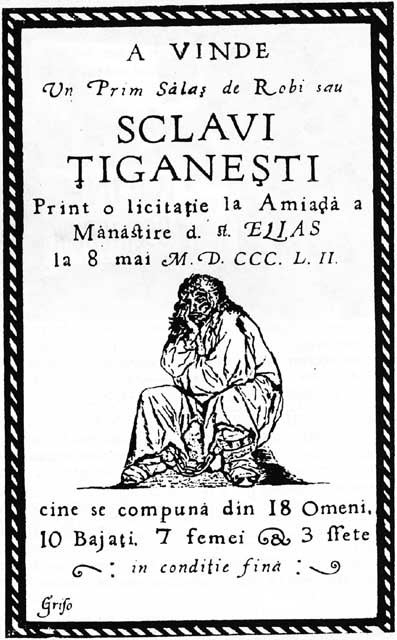
Một poster năm 1852 ở Wallachia quảng cáo về buổi đấu giá nô lệ Digan ở Bucharest, România

#### Chiến tranh thế giới thứ 2

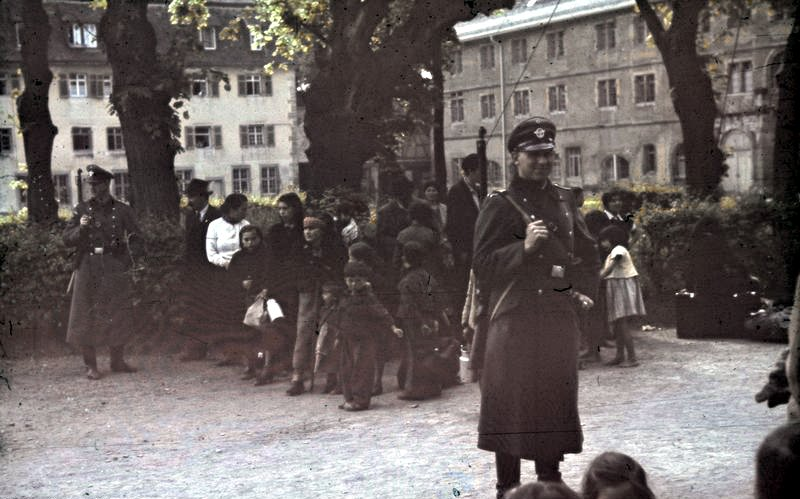
Người Sinti và Digan sắp bị trục xuất khỏi Đức, 22 tháng 5 năm 1940

## Xã hội và văn hoá truyền thống

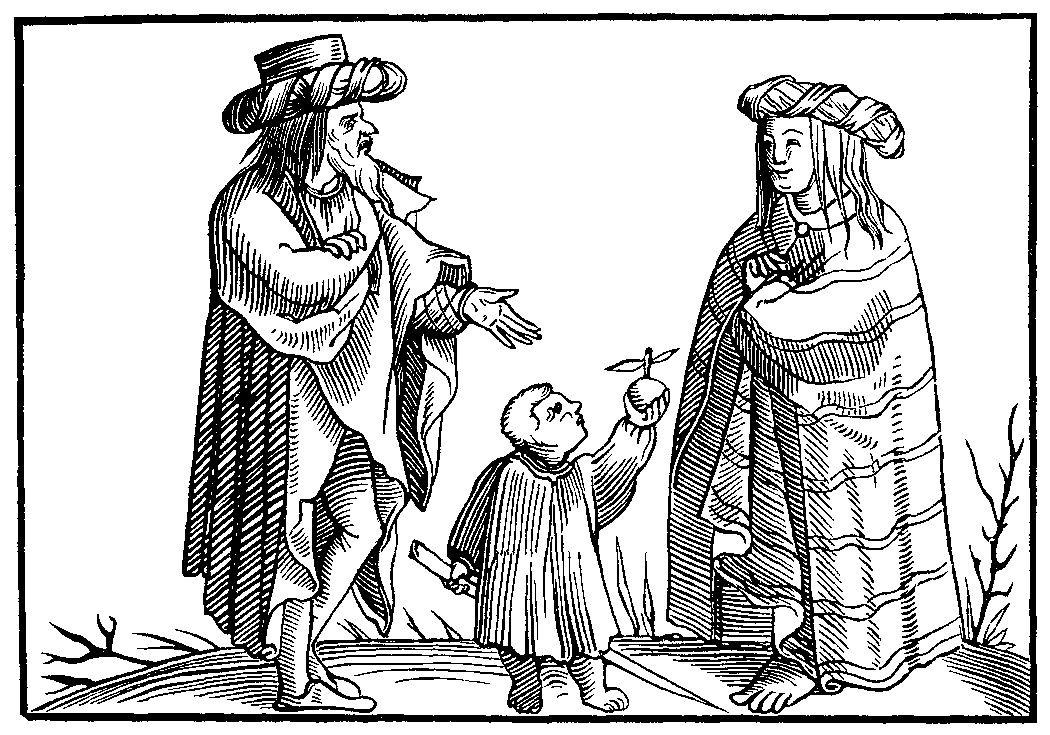
Münster, Sebastian (1552), "Một gia đình Digan", Cosmographia (bản sao một bản khắc gỗ), Basle

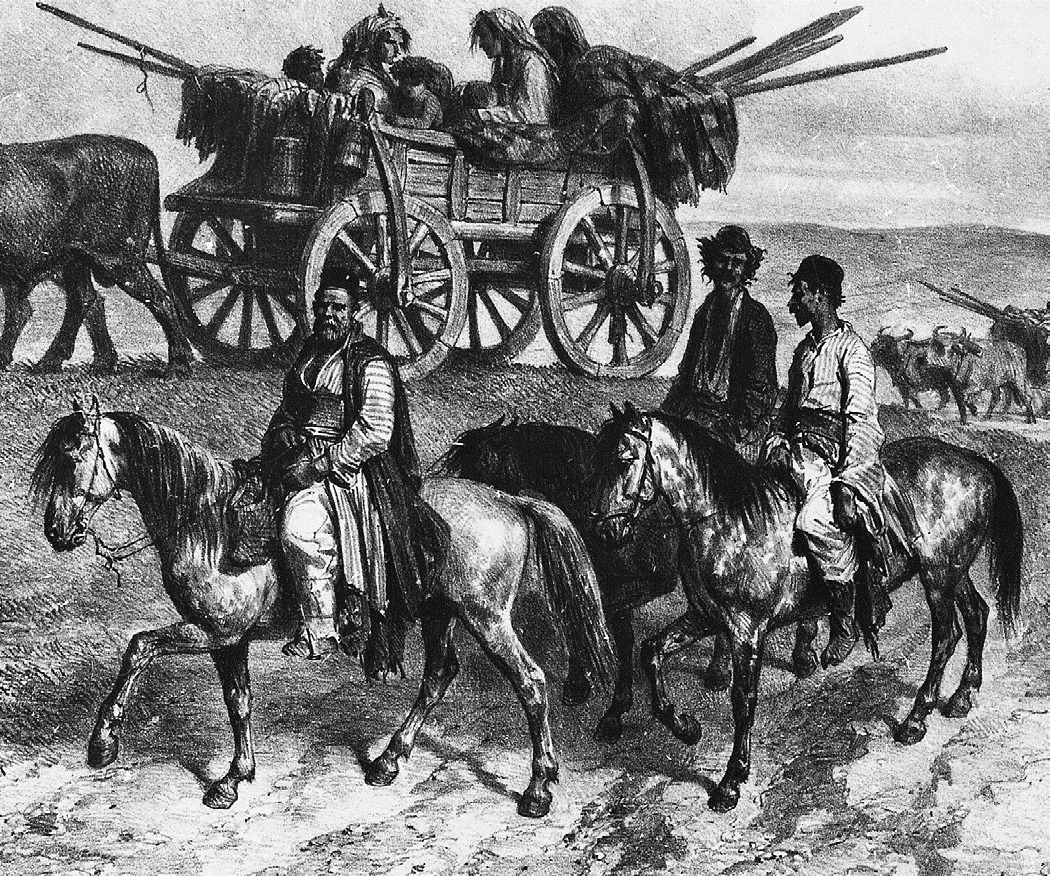
Gia đình du mục Digan ở Moldavia, 1837

### Tôn giáo

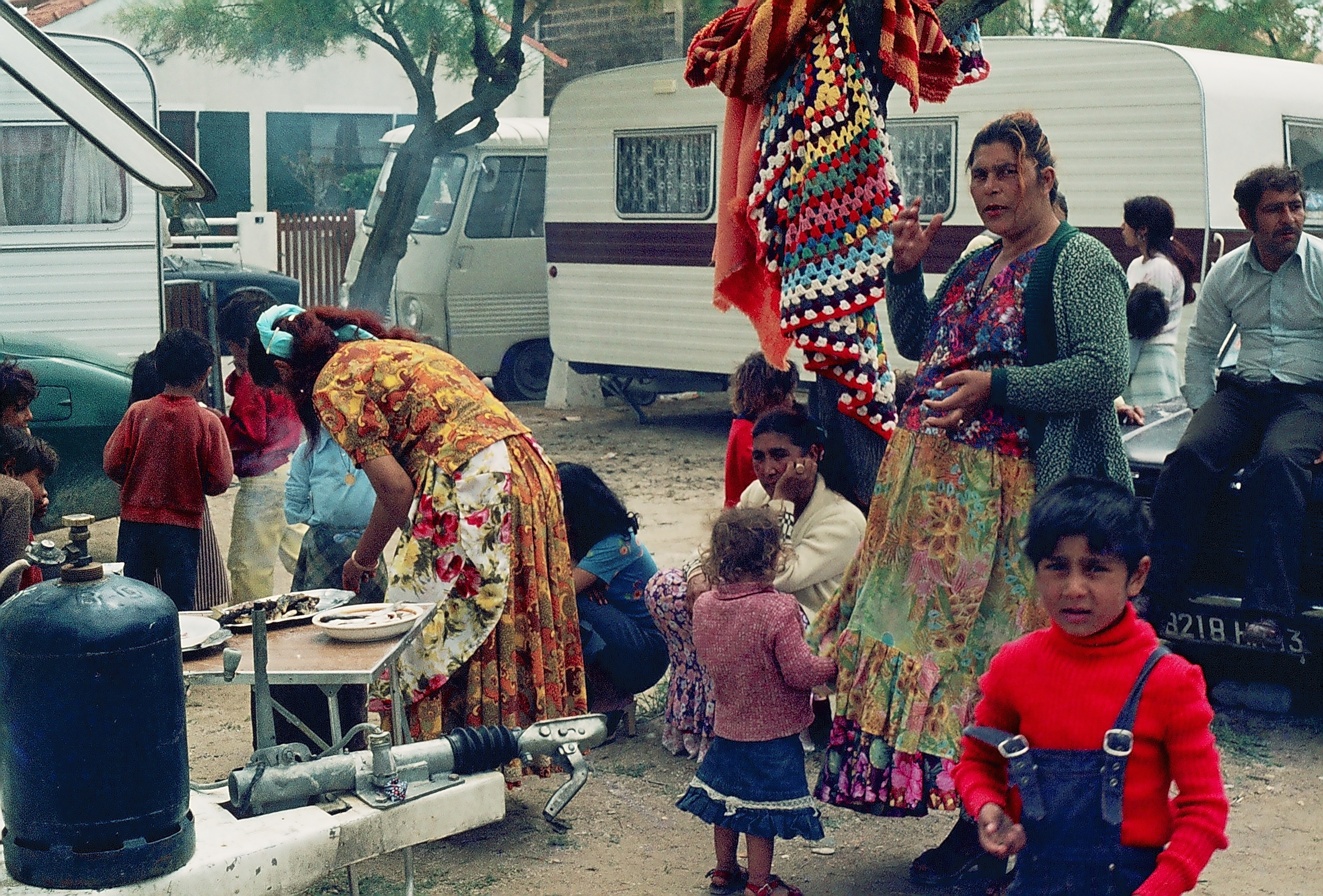
Người Digan Kitô giáo trong cuộc hành hương tới Saintes-Maries-de-la-Mer ở Pháp, thập niên 1980.

#### Thần và thánh

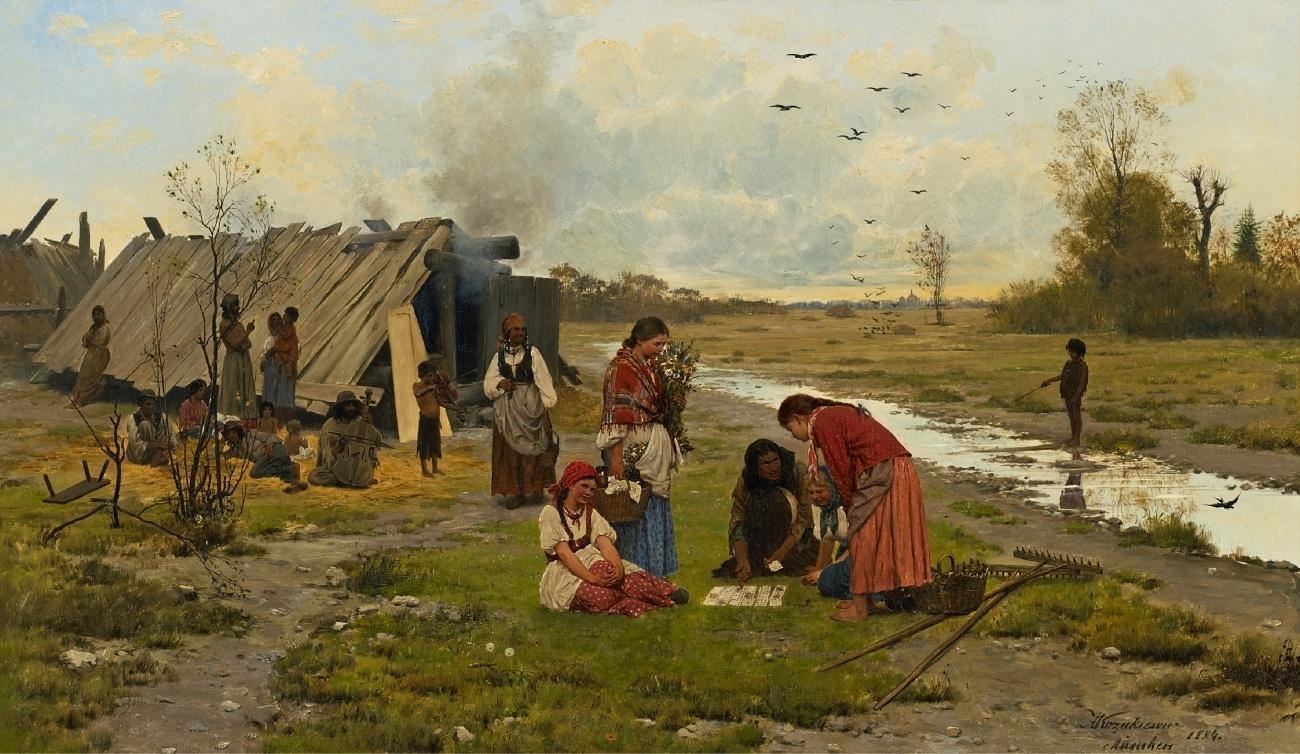
Thầy bói Digan ở Ba Lan, vẽ bởi Antoni Kozakiewicz, 1884

#### Bán đảo Balkan

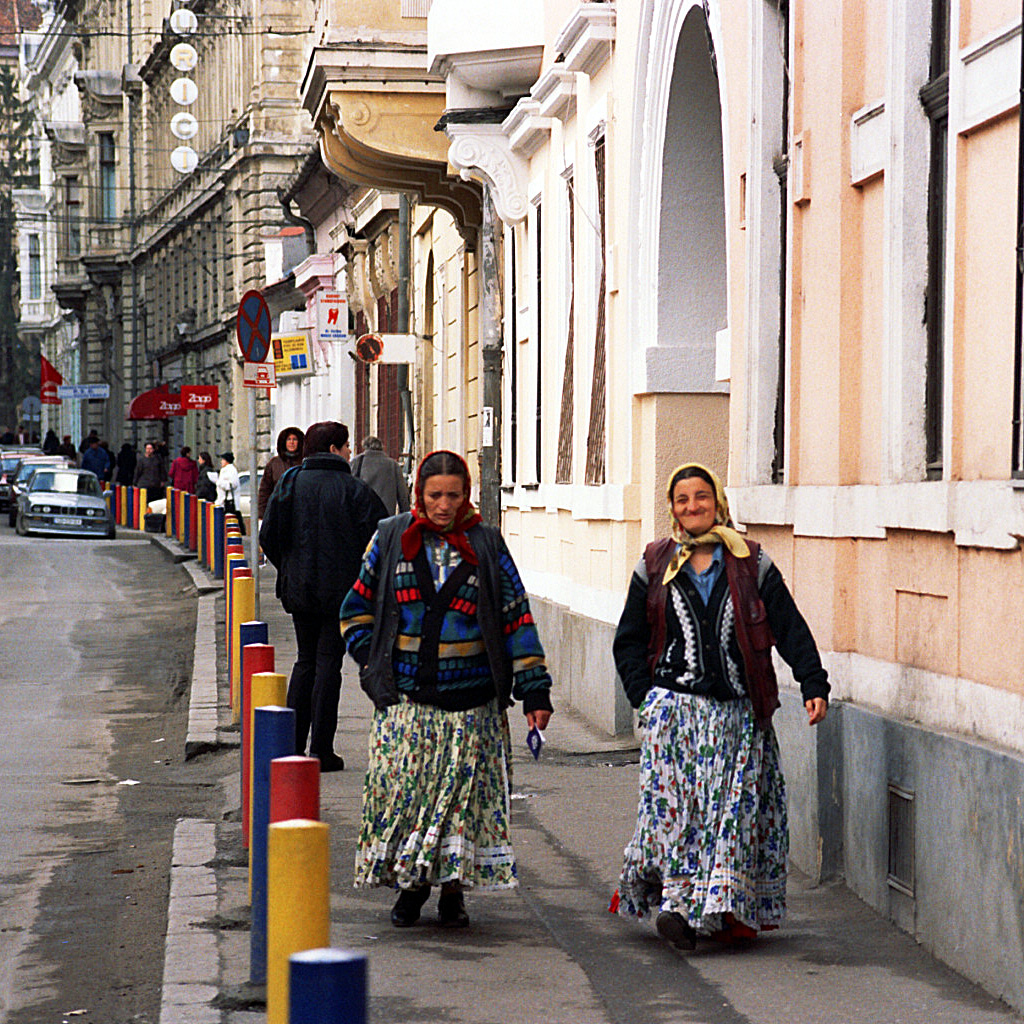
Hai người Digan theo Chính thống giáo ở Cluj-Napoca, România

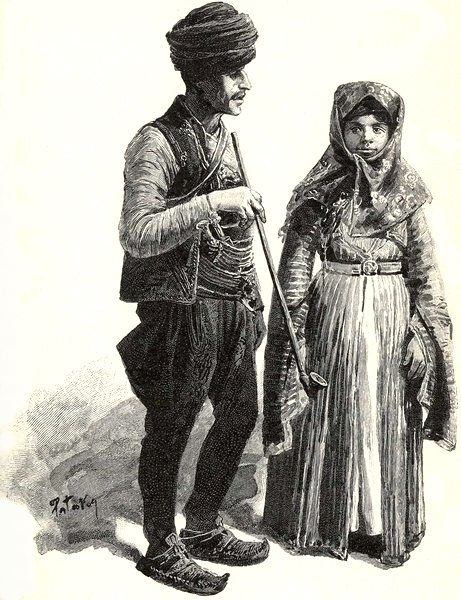
Người Hồi giáo Digan ở Bosna và Hercegovina (khoảng 1900)

#### Các vùng khác

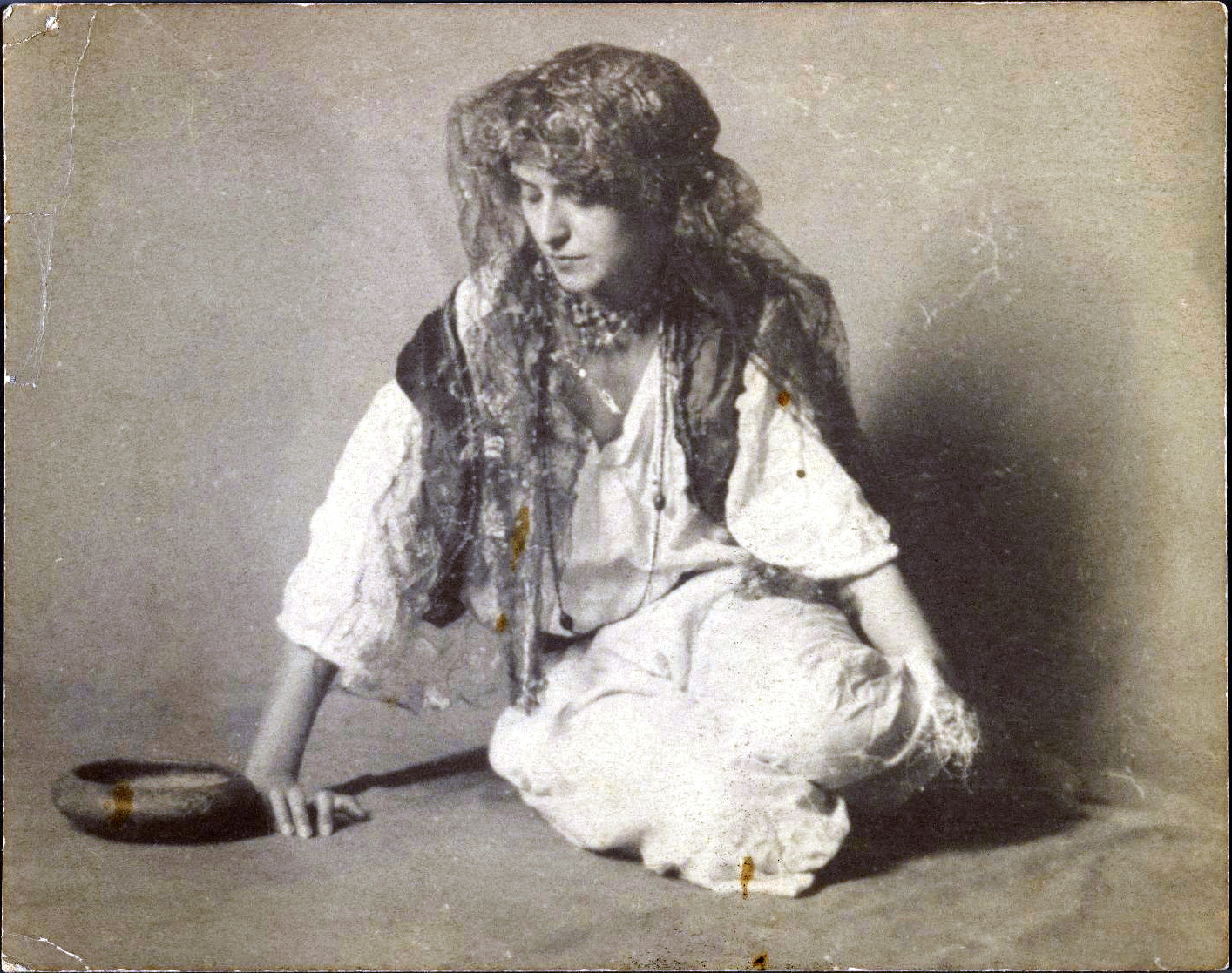
Trang phục một người phụ nữ Digan

### Âm nhạc

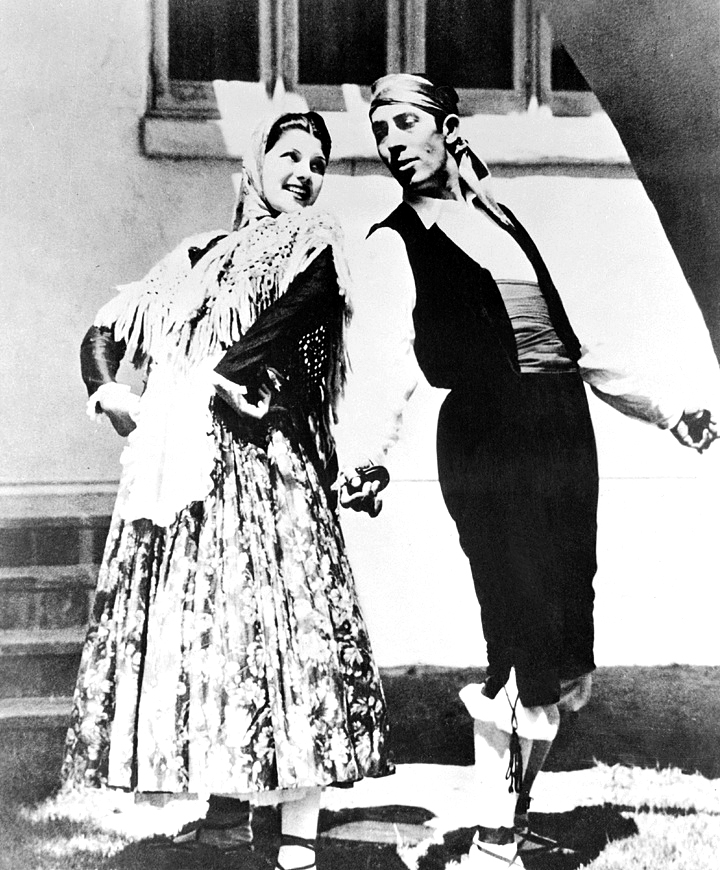
Margarita Cansino (sau này là Rita Hayworth) cùng với người cha và bạn nhảy Eduardo Cansino, 1933

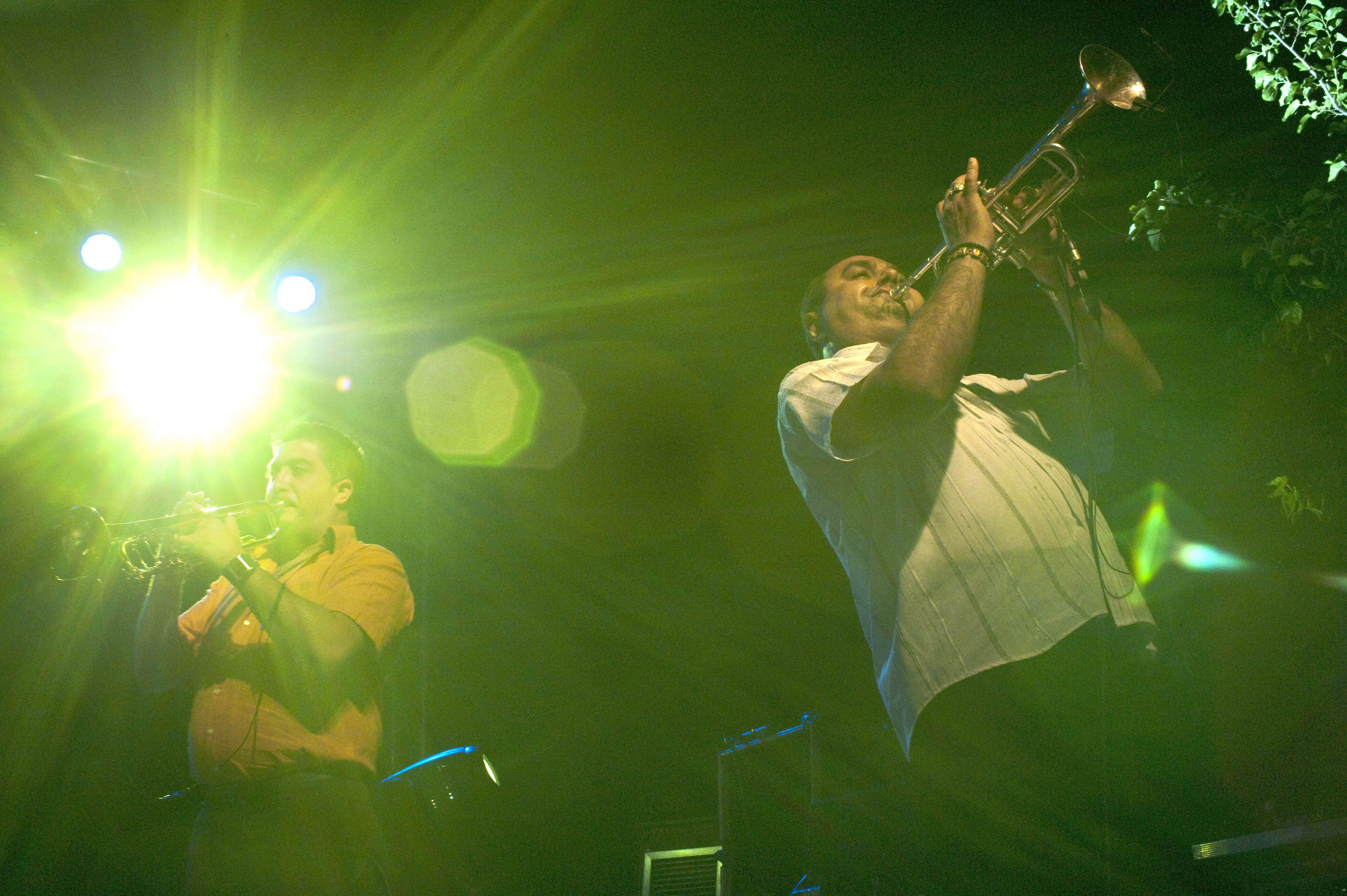
27 tháng 6 năm 2009: Fanfare Ciocărlia biểu diễn trực tiếp ở Athens

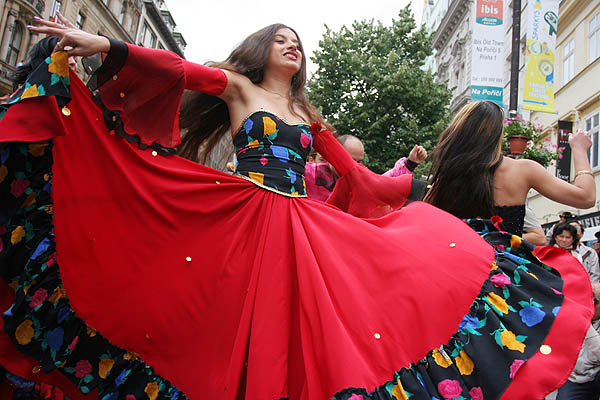
Màn biểu diễn đường phố trong Lễ hội Roma thế giới Khamoro ở Praha, 2007

### Trong lịch sử

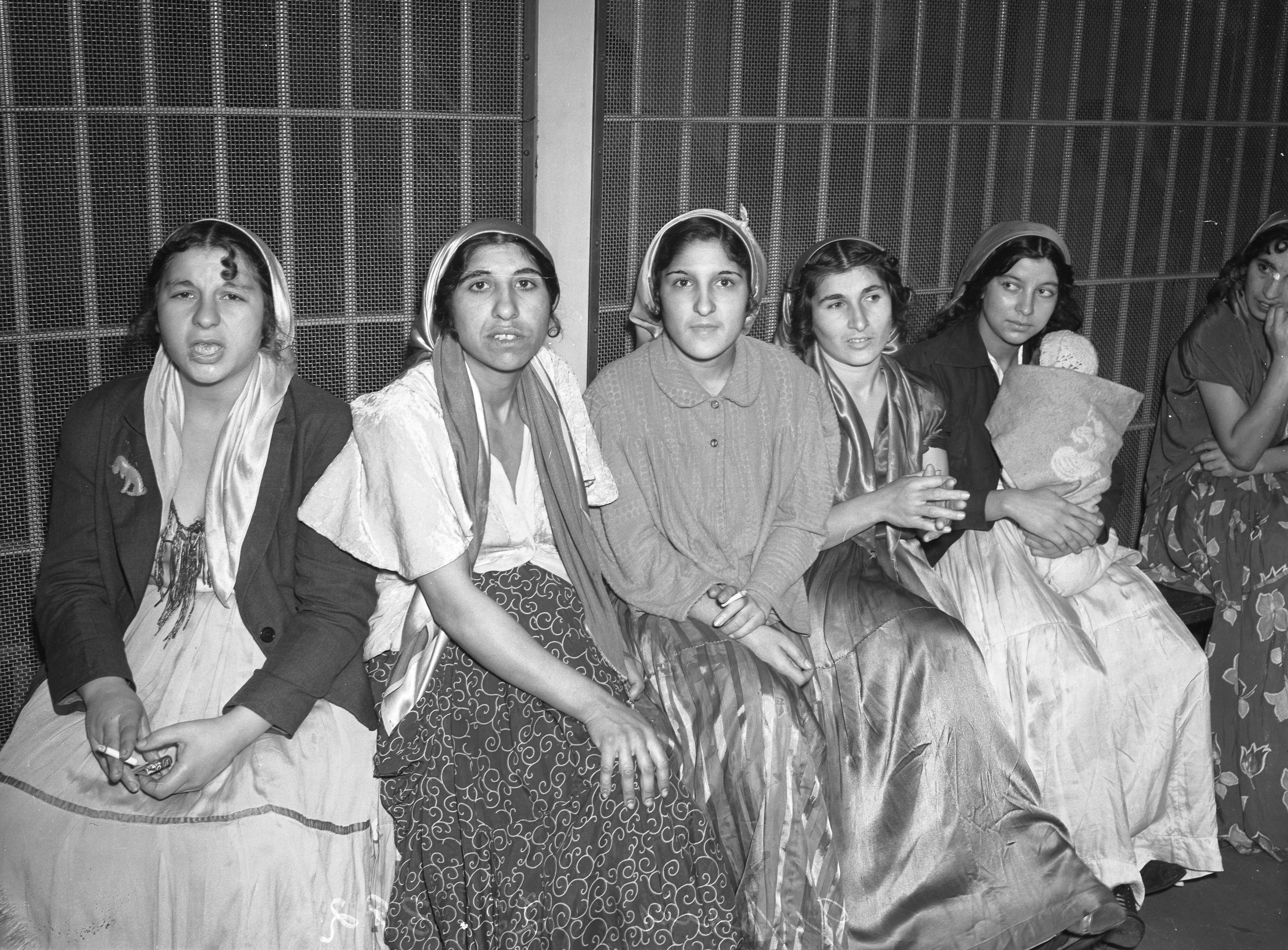
Sáu người phụ nữ Digan trong tù, Los Angeles, California, 1940